# 川合結人
川合 結人（かわい ゆうと、2011年12月11日 - ）は、日本の歌手、子役。小学三年生から子役として活動し、現在は路上ライブをはじめとした歌手活動を主に行う。

## 人物
趣味はポケモンカード、ミニ四駆そしてレゴブロックで、「シエロ」という名前の猿を飼育している。また、以前は結心（ゆうし）という活動名を使用していた。
夢は歌手になることで、歌、ギター、そしてダンスを習っている。
2023年頃まで、モーニングベルが運営していたジュニアアイドルグループ「MERRYMO（メリモー）」に所属し、ライブ活動等を行っていた。また以前、キャストパワーネクストに所属していた。

## 活動
2024年12月19日に放送されたカラオケ番組、日本テレビ「歌唱王～全日本歌唱力選手権～」に出演した際には「君をのせて」や「テルーの唄」などスタジオジブリの曲を歌い、4位という結果を残した。
2025年7月から放送されている音楽番組「現役歌王JAPAN」で川合結人が歌った「めぐる季節」がSNS上で拡散され、大きな話題を呼んだ。番組公式YouTubeチャンネルではその動画が1日で47万回再生を記録し、MBNの運営するチャンネルでは350万回再生を超えている。

## 出演

### テレビ番組
- 歌唱王～全日本歌唱力選手権～（2024年12月19日、日本テレビ）[7]
- THEカラオケ★バトル（2025年2月23日、テレビ東京）[11]
- 日韓トップテンショー（2025年3月、MBN）
- 現役歌王JAPAN（2025年7月20日 - 放送中、BS日テレ）[12]

### 映画
- 早稲田大学 映像制作実習作品「弾ける」（少年A役、2021年）[13]
- 夜の帳につつまれて（海斗役、2021年7月）[14]
- 短編映画「カラス鳩」（2023年）[15]
- 長崎-閃光の影で-（焼き場に立つ少年、2025年）[要出典]

### イベント
- Hibiya Festival 2025（2025年5月2日）[2]
- SING SHOW DOWN（2025年10月13日）[16]
- Age-Well Festival 2025（2025年9月7日）[17]

### その他
- オシゴトたんてい「EP4 さるまわし編」[4]
- TEAM花時。「O-mi-AI 喫茶」（ナオ役、2021年11月25日 - 28日）[18]
- MC Taniguchi「T型自由律」（リコーダーの児童役、2023年12月27日）[19]